# Чумлаки
Чумлаки (груз. ჩუმლაყი) — село в Грузии. Находится в Гурджаанском муниципалитете края Кахетия. Высота над уровнем моря составляет 420 метров. Население — 3651 человек (2014).

## История
Колхоз имени Калинина
В советское время в селе действовал колхоз имени Калинина Гурджаанского района. В колхозе трудились Герои Социалистического Труда председатели Валико Алексеевич Утиашвили, Владимир Захарьевич Осошвили, бригадиры Карум Сандроевич Бурдиашвили, Давид Георгиевич Мамателашвили, звеньевые Иван Захарьевич Датуашвили, Иосиф Васильевич Датуашвили, Давид Васильевич Кутибашвили, Тамара Семёновна Майсурадзе и Сергей Михайлович Мирвелашвили.